# Léonce Fabre des Essarts
Pour les articles homonymes, voir Fabre.
 (octobre 2015).
Si vous disposez d'ouvrages ou d'articles de référence ou si vous connaissez des sites web de qualité traitant du thème abordé ici, merci de compléter l'article en donnant les références utiles à sa vérifiabilité et en les liant à la section « Notes et références ».
Léonce-Eugène-Joseph Fabre des Essarts, né le 19 mars 1848 à Aouste-sur-Sye et mort le 22 février 1917 à Versailles) est un occultiste français, un poète symboliste, homme politique, et un théoricien de la gnose et du christianisme ésotérique.

## Biographie
Fouriériste, pacifiste, il a été secrétaire de Louis Andrieux sous le boulangisme et s'est présenté à la députation du Var comme républicain-socialiste.
Il a été l'ami de Victor Hugo et couronné aux Jeux floraux de Toulouse.
Il a été employé à la direction de l'Instruction publique.
Sous le nom de Tau Synesius, évêque de Bordeaux, il est un des premiers évêques consacrés de l'Église gnostique de France de Jules Doinel. Après que ce dernier a rompu avec son église, il est élu patriarche en 1896, et collabore avec un autre évêque gnostique, Louis-Sophrone Fugairon (Tau Sophronius) pour développer l'Église gnostique. En 1900, il accepte de réadmettre Doinel au sein de l'Église gnostique, et de le consacrer à nouveau sous le nom de Tau Jules, évêque d'Alet et de Mirepoix.
En 1901, Fabre des Essarts consacre Jean Bricaud (1881-1934), Tau Johannes, évêque de Lyon, puis, entre 1903 et 1910,  douze autres évêques gnostiques, dont Léon Champrenaud (1870-1925), Tau Théophane, évêque de Versailles ; René Guénon (1886-1951), Tau Palingénius, évêque d'Alexandrie ; et Patrice Genty (1883-1964), Tau Basilide.
Il a également animé une loge maçonnique synarchique, et collaboré à la revue occultisante L'Initiation.

## Œuvres
- Humanité, Paris : A. Lemerre , 1885
- La Force, le droit et les trois chambres, Paris : E. Girand , 1885
- Mon maître : réponse à Mme Claire Vautier, Paris : impr. A.-M. Beaudelot , 1887
- La Maison de Victor Hugo et la famille de Lusignan, Fabre des Essarts & Michelis di Rienzi, Paris : typographie A.-M. Beaudelot , 1887
- Fabre Des Essarts. Pour lui. - Le Bouquet de la sœur, par Mathilde Fabre Des Essarts, Toulon : Impr. toulonnaise , 1894
- L'Arbre gnostique, par Synésius, Paris : Chamuel , 1899
- Odes phalanstériennes ; [Appendice] Victor Considérant, notes intimes, extrait du journal "la Méditerranée", 15 janvier 1894, Montreuil-sous-Bois (Seine) : au bureau de "la Rénovation , 1900
- Les Hiérophantes, études sur les fondateurs de religions depuis la Révolution jusqu'à ce jour. 1re série... Fouché, Chaumette, Chantreau et le culte de la Raison ; Robespierre et l'Être suprême ; J.-B. Chemin, Valentin Haüy et les théophilanthropes...,Paris : Chacornac , 1905
- Sadisme, satanisme et gnose, Paris : Bodin , 1906
- Le Christ sauveur, drame gnostique en 3 journées, Paris : Bibliothèque Chacornac , 1907
- Les Dessous de l'affaire Gilly-Andrieux, Paris : A. Savine , 1888

Préface
- Les enseignements secrets de la gnose, Simon [Albert de Pouvourville] et Théophane [Léon Champrenaud] Matgioï ; [avant-propos de Jean-Pierre Laurant] ; [avant-propos de Synésius], Paris : R. Dumas , cop. 1975
- Le procès des Trente : vu à travers la presse de l'époque telle qu'elle a été conservée par Madame Fénéon mère et annotée par Félix Fénéon à l'issue de son procès / préliminaire d'Emile de Saint-Auban ; préface de Fabre des Essarts ; Edition établie par Maurice Imbert, Paris : Histoires littéraires , impr. 2004

Traducteur
- Les Églogues de Virgile : interprétées en vers français, avec une étude de P. Laignel sur Virgile & la pastorale ; gravures d'après l'antique [épître liminaire de Maurice Croiset], Paris : Charles , 1901